# 옌청구 (가오슝시)

옌청 구의 위치

옌청구(한국어: 염정구, 중국어: 鹽埕區, 병음: Yánchéng Qū)는 중화민국 가오슝시의 시할구이다. 넓이는 1.4161km2이고, 인구는 2015년 8월 기준으로 25,126명이다.

## 지리
가오슝 시의 구 중에서 최소의 면적과 인구를 가진 구이다. 북쪽으로 구산 구, 동쪽으로 첸진 구, 남쪽으로 치진 구와 접한다.

## 역사
옌청은 17세기의 네덜란드 통치 이전에 어업 기지로서 이용되고 있었고 명말 청초 정씨왕국 시대에는 제염업을 하는 주민이 거주하고 있었다. 1701년, 봉산현아가 이 곳의 어업, 제염업에 주목해 이주를 적극적으로 진행했다. 당시 타카우 항에 인접해 있던 데에서 타카우 염정, 이후에는 뢰남염정으로 불렸다. 埕은 '작업을 실시하는 광장'을 나타내는 분 방언자이며 제염업에서 유래한 지명이다.
1908년에 가오슝 항이 완성되면서 준설한 토양은 옌청의 매립에 사용되었고 염전은 매립되어 개발되었다. 1928년, 가오슝 사택소가 옌청(현재의 가오슝 시립 역사 박물관)으로 이전하면서 급속한 발전을 이루었고 가오슝 최대의 인구를 가지는 구가 되었지만 상업의 중심이 시 동부로 이동하면서 그 후 인구가 격감해 현재에 이르고 있다.

## 교통
- 가오슝 첩운 귤선